# Đội tuyển bóng đá quốc gia Angola
Đội tuyển bóng đá quốc gia Angola (tiếng Bồ Đào Nha: Seleção Angolana de Futebol) là đội tuyển cấp quốc gia của Angola do Liên đoàn bóng đá Angola quản lý.
Trận thi đấu quốc tế đầu tiên của đội tuyển Angola là trận gặp đội tuyển Cuba vào năm 1977. Thành tích tốt nhất của đội cho đến nay là 3 lần lọt vào tứ kết của cúp bóng đá châu Phi (2008, 2010 và 2023). Đội đã một lần tham dự World Cup vào năm 2006. Tại giải năm đó, đội thua Bồ Đào Nha và hòa 2 trận trước México, Iran, do đó dừng bước ở vòng bảng.

## Danh hiệu
- Vô địch COSAFA: 3

Vô địch: 1999; 2001; 2004
Á quân: 2006
Hạng ba: 1998

## Thành tích quốc tế

### Giải vô địch thế giới
Tính đến thời điểm hiện tại, đội tuyển Angola mới có một lần tham dự Giải bóng đá vô địch thế giới vào năm 2006 với thành tích bị loại ở vòng bảng.
| Năm           | Thành tích                                | Thứ hạng                                  | Số trận                                   | Thắng                                     | Hòa                                       | Thua                                      | Bàn thắng                                 | Bàn thua                                  |
| ------------- | ----------------------------------------- | ----------------------------------------- | ----------------------------------------- | ----------------------------------------- | ----------------------------------------- | ----------------------------------------- | ----------------------------------------- | ----------------------------------------- |
| 1930 đến 1982 | Không tham dự là thuộc địa của Bồ Đào Nha | Không tham dự là thuộc địa của Bồ Đào Nha | Không tham dự là thuộc địa của Bồ Đào Nha | Không tham dự là thuộc địa của Bồ Đào Nha | Không tham dự là thuộc địa của Bồ Đào Nha | Không tham dự là thuộc địa của Bồ Đào Nha | Không tham dự là thuộc địa của Bồ Đào Nha | Không tham dự là thuộc địa của Bồ Đào Nha |
| 1986 đến 2002 | Không vượt qua vòng loại                  | Không vượt qua vòng loại                  | Không vượt qua vòng loại                  | Không vượt qua vòng loại                  | Không vượt qua vòng loại                  | Không vượt qua vòng loại                  | Không vượt qua vòng loại                  | Không vượt qua vòng loại                  |
| 2006          | Vòng 1                                    | 24                                        | 3                                         | 0                                         | 2                                         | 1                                         | 1                                         | 2                                         |
| 2010 đến 2022 | Không vượt qua vòng loại                  | Không vượt qua vòng loại                  | Không vượt qua vòng loại                  | Không vượt qua vòng loại                  | Không vượt qua vòng loại                  | Không vượt qua vòng loại                  | Không vượt qua vòng loại                  | Không vượt qua vòng loại                  |
| 2026 đến 2034 | Chưa xác định                             | Chưa xác định                             | Chưa xác định                             | Chưa xác định                             | Chưa xác định                             | Chưa xác định                             | Chưa xác định                             | Chưa xác định                             |
| Tổng cộng     | 1 lần vòng 1                              | 1/22                                      | 3                                         | 0                                         | 2                                         | 1                                         | 1                                         | 2                                         |

### Cúp bóng đá châu Phi
Angola từng tám lần tham dự vòng chung kết Cúp bóng đá châu Phi, trong đó thành tích cao nhất là ba lần vào tứ kết.
| Cúp bóng đá châu Phi | Cúp bóng đá châu Phi                      | Cúp bóng đá châu Phi                      | Cúp bóng đá châu Phi                      | Cúp bóng đá châu Phi                      | Cúp bóng đá châu Phi                      | Cúp bóng đá châu Phi                      | Cúp bóng đá châu Phi                      | Cúp bóng đá châu Phi                      | Cúp bóng đá châu Phi |
| Vòng chung kết: 9    | Vòng chung kết: 9                         | Vòng chung kết: 9                         | Vòng chung kết: 9                         | Vòng chung kết: 9                         | Vòng chung kết: 9                         | Vòng chung kết: 9                         | Vòng chung kết: 9                         | Vòng chung kết: 9                         | Vòng chung kết: 9    |
| Năm                  | Thành tích                                | Thứ hạng1                                 | Số trận                                   | Thắng                                     | Hòa2                                      | Thua                                      | Bàn thắng                                 | Bàn thua                                  |                      |
| -------------------- | ----------------------------------------- | ----------------------------------------- | ----------------------------------------- | ----------------------------------------- | ----------------------------------------- | ----------------------------------------- | ----------------------------------------- | ----------------------------------------- | -------------------- |
| 1957 đến 1980        | Không tham dự là thuộc địa của Bồ Đào Nha | Không tham dự là thuộc địa của Bồ Đào Nha | Không tham dự là thuộc địa của Bồ Đào Nha | Không tham dự là thuộc địa của Bồ Đào Nha | Không tham dự là thuộc địa của Bồ Đào Nha | Không tham dự là thuộc địa của Bồ Đào Nha | Không tham dự là thuộc địa của Bồ Đào Nha | Không tham dự là thuộc địa của Bồ Đào Nha |                      |
| 1982 đến 1974        | Vòng loại                                 | Vòng loại                                 | Vòng loại                                 | Vòng loại                                 | Vòng loại                                 | Vòng loại                                 | Vòng loại                                 | Vòng loại                                 |                      |
| 1986                 | Không tham dự                             | Không tham dự                             | Không tham dự                             | Không tham dự                             | Không tham dự                             | Không tham dự                             | Không tham dự                             | Không tham dự                             |                      |
| 1988 đến 1994        | Vòng loại                                 | Vòng loại                                 | Vòng loại                                 | Vòng loại                                 | Vòng loại                                 | Vòng loại                                 | Vòng loại                                 | Vòng loại                                 |                      |
| 1996                 | Vòng 1                                    | 13 / 15                                   | 3                                         | 0                                         | 1                                         | 2                                         | 4                                         | 6                                         |                      |
| 1998                 | Vòng 1                                    | 13 / 15                                   | 3                                         | 0                                         | 2                                         | 1                                         | 5                                         | 8                                         |                      |
| 2000 đến 2004        | Vòng loại                                 | Vòng loại                                 | Vòng loại                                 | Vòng loại                                 | Vòng loại                                 | Vòng loại                                 | Vòng loại                                 | Vòng loại                                 |                      |
| 2006                 | Vòng 1                                    | 9 / 16                                    | 3                                         | 1                                         | 1                                         | 1                                         | 4                                         | 5                                         |                      |
| 2008                 | Tứ kết                                    | 5 / 16                                    | 4                                         | 1                                         | 2                                         | 1                                         | 5                                         | 4                                         |                      |
| 2010                 | Tứ kết                                    | 9 / 15                                    | 4                                         | 1                                         | 2                                         | 1                                         | 6                                         | 5                                         |                      |
| 2012                 | Vòng 1                                    | 11 / 16                                   | 3                                         | 1                                         | 1                                         | 1                                         | 4                                         | 5                                         |                      |
| 2013                 | Vòng 1                                    | 14 / 16                                   | 3                                         | 0                                         | 1                                         | 2                                         | 1                                         | 4                                         |                      |
| 2015 đến 2017        | Vòng loại                                 | Vòng loại                                 | Vòng loại                                 | Vòng loại                                 | Vòng loại                                 | Vòng loại                                 | Vòng loại                                 | Vòng loại                                 |                      |
| 2019                 | Vòng 1                                    | 18 / 24                                   | 3                                         | 0                                         | 2                                         | 1                                         | 1                                         | 2                                         |                      |
| 2021                 | Vòng loại                                 | Vòng loại                                 | Vòng loại                                 | Vòng loại                                 | Vòng loại                                 | Vòng loại                                 | Vòng loại                                 | Vòng loại                                 |                      |
| 2023                 | Tứ kết                                    | 5 / 24                                    | 5                                         | 3                                         | 1                                         | 1                                         | 9                                         | 4                                         |                      |
| 2025                 | Chưa xác định                             | Chưa xác định                             | Chưa xác định                             | Chưa xác định                             | Chưa xác định                             | Chưa xác định                             | Chưa xác định                             | Chưa xác định                             |                      |
| 2027                 | Chưa xác định                             | Chưa xác định                             | Chưa xác định                             | Chưa xác định                             | Chưa xác định                             | Chưa xác định                             | Chưa xác định                             | Chưa xác định                             |                      |
| Tổng cộng            | 3 lần tứ kết                              | 3 lần tứ kết                              | 31                                        | 7                                         | 13                                        | 11                                        | 39                                        | 43                                        |                      |

- ^1 Thứ hạng ngoài bốn hạng đầu (không chính thức) dựa trên so sánh thành tích giữa những đội tuyển vào cùng vòng đấu
- ^2 Tính cả những trận hoà ở vòng đấu loại trực tiếp phải giải quyết bằng sút luân lưu
- ^3 Do đặc thù châu Phi, có những lúc tình hình chính trị hoặc kinh tế quốc gia bất ổn nên các đội bóng bỏ cuộc. Những trường hợp không ghi chú thêm là bỏ cuộc ở vòng loại

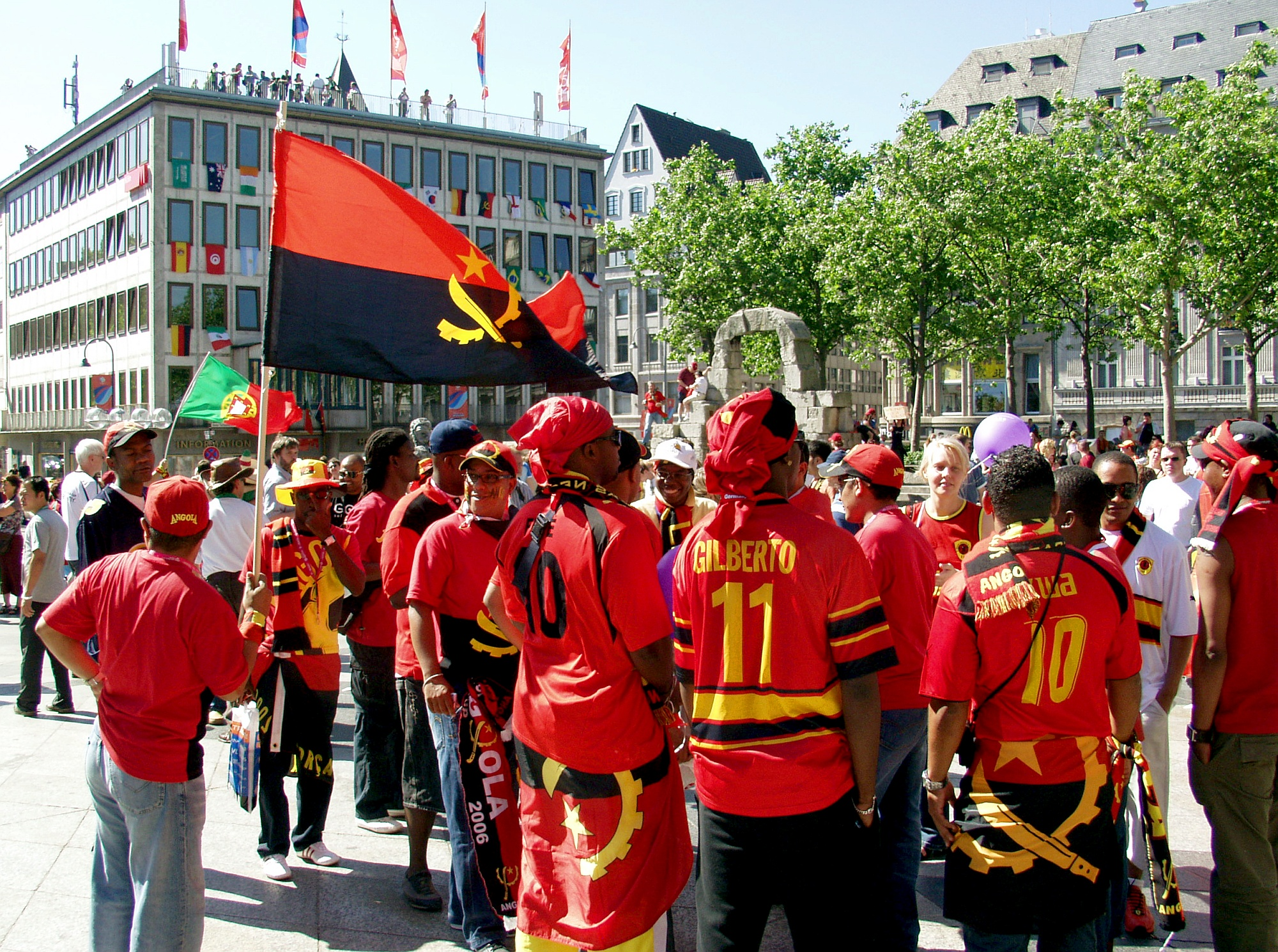
Cổ động viên Angola ở Cologne cổ vũ đội tuyển ở World Cup đầu tiên (2006)

- ^4 Khung đỏ: Chủ nhà

## Cầu thủ

### Đội hình hiện tại
Dưới đây là danh sách 23 cầu thủ tham dự CAN 2023.
Số trận và bàn thắng thống kê vào ngày 2 tháng 2 năm 2024, sau trận gặp Nigeria.
| Số | VT | Cầu thủ            | Ngày sinh (tuổi)  | Trận | Bàn | Câu lạc bộ            |
| -- | -- | ------------------ | ----------------- | ---- | --- | --------------------- |
| 1  | TM | Antonio Dominique  | 25 tháng 7, 1994  | 16   | 0   | Étoile Carouge        |
| 12 | TM | Kadú               | 30 tháng 11, 1994 | 3    | 0   | Oliveira do Hospital  |
| 22 | TM | Neblú              | 16 tháng 12, 1993 | 27   | 0   | 1° de Agosto          |
| 24 | TM | Gelson             | 8 tháng 7, 1999   | 0    | 0   | Interclube            |
|    |    |                    |                   |      |     |                       |
| 2  | HV | Núrio Fortuna      | 24 tháng 3, 1995  | 16   | 0   | Gent                  |
| 3  | HV | Jonathan Buatu     | 27 tháng 9, 1993  | 47   | 1   | Valenciennes          |
| 5  | HV | Quinito            | 13 tháng 3, 1998  | 20   | 0   | Petro de Luanda       |
| 6  | HV | Kialonda Gaspar    | 27 tháng 9, 1997  | 32   | 1   | Estrela Amadora       |
| 13 | HV | Tó                 | 5 tháng 11, 1995  | 36   | 1   | Petro de Luanda       |
| 14 | HV | Loide Augusto      | 26 tháng 2, 2000  | 7    | 1   | Alanyaspor            |
| 21 | HV | Eddie Afonso       | 7 tháng 3, 1994   | 35   | 0   | Petro de Luanda       |
| 25 | HV | Inácio Miguel      | 12 tháng 12, 1995 | 6    | 0   | Petro de Luanda       |
|    |    |                    |                   |      |     |                       |
| 4  | TV | Manuel Keliano     | 6 tháng 1, 2003   | 10   | 0   | Estrela Amadora       |
| 8  | TV | Beni Mukendi       | 21 tháng 5, 2002  | 2    | 0   | Casa Pia              |
| 16 | TV | Fredy (đội trưởng) | 27 tháng 3, 1990  | 52   | 2   | Eyüpspor              |
| 17 | TV | Bruno Paz          | 23 tháng 4, 1998  | 9    | 0   | Konyaspor             |
| 20 | TV | Estrela            | 22 tháng 9, 1995  | 20   | 0   | Erzurumspor           |
| 23 | TV | Show               | 6 tháng 3, 1999   | 41   | 1   | Maccabi Haifa         |
|    |    |                    |                   |      |     |                       |
| 7  | TĐ | Gilberto           | 10 tháng 3, 2001  | 13   | 3   | Petro de Luanda       |
| 9  | TĐ | Zini               | 3 tháng 7, 2002   | 19   | 5   | AEK Athens            |
| 10 | TĐ | Gelson Dala        | 13 tháng 7, 1996  | 44   | 20  | Al-Wakrah             |
| 11 | TĐ | Felício Milson     | 12 tháng 10, 1999 | 11   | 1   | Maccabi Tel Aviv      |
| 15 | TĐ | Zito Luvumbo       | 9 tháng 3, 2002   | 18   | 0   | Cagliari              |
| 18 | TĐ | Jérémie Bela       | 8 tháng 4, 1993   | 6    | 0   | Clermont              |
| 19 | TĐ | Mabululu           | 1 tháng 6, 1992   | 30   | 10  | Al Ittihad Alexandria |
| 26 | TĐ | Depú               | 8 tháng 1, 2000   | 3    | 2   | Gil Vicente           |
| 27 | TĐ | Chico Banza        | 17 tháng 12, 1998 | 6    | 0   | Anorthosis Famagusta  |

### Triệu tập gần đây
Các cầu thủ dưới đây được triệu tập trong vòng 12 tháng.
| Vt | Cầu thủ                   | Ngày sinh (tuổi)  | Số trận | Bt | Câu lạc bộ            | Lần cuối triệu tập             |
| -- | ------------------------- | ----------------- | ------- | -- | --------------------- | ------------------------------ |
| TM | Landú                     | 8 tháng 7, 1999   | 31      | 0  | Kabuscorp             | 2023 AFCON PRE                 |
| TM | Edmilson Cambila          | 16 tháng 5, 2002  | 0       | 0  | Estrela da Amadora    | 2023 AFCON PRE                 |
| TM | Emanuel Nsesani           | 5 tháng 11, 2000  | 2       | 0  | 1° de Agosto          | v. Lesotho, 12 July 2023       |
| TM | Beny Tchissingui          | 20 tháng 2, 2000  | 1       | 0  | Caála                 | v. Lesotho, 12 July 2023       |
| TM | Vicente David Paulo Pedro | 14 tháng 10, 2003 | 0       | 0  | Petro de Luanda       | v. Lesotho, 12 July 2023       |
| TM | Hugo Marques              | 15 tháng 1, 1986  | 18      | 0  | Petro de Luanda       | v. Ghana, 27 March 2023        |
|    |                           |                   |         |    |                       |                                |
| HV | Antonio Hossi             | 12 tháng 6, 2001  | 8       | 0  | 1° de Agosto          | 2023 AFCON PRE                 |
| HV | Nandinho                  | 25 tháng 5, 1998  | 7       | 0  | Sagrada Esperança     | 2023 AFCON PRE                 |
| HV | Gigli Ndefe               | 2 tháng 3, 1994   | 4       | 0  | Slovan Liberec        | 2023 AFCON PRE                 |
| HV | Anderson Lucoqui          | 6 tháng 7, 1997   | 1       | 0  | Hertha Berlin         | 2023 AFCON PRE                 |
| HV | Francisco Pedro Bondo     | 16 tháng 11, 2004 | 0       | 0  | Sporting CP B         | 2023 AFCON PRE                 |
| HV | Vidinho                   | 25 tháng 2, 1998  | 0       | 0  | Petro de Luanda       | 2023 AFCON PRE                 |
| HV | Danilson                  | 6 tháng 7, 1999   | 3       | 0  | Interclube            | v. CHDC Congo, 17 October 2023 |
| HV | Venâncio Kukula           | 11 tháng 6, 1995  | 1       | 0  | Petro de Luanda       | v. Iran, 12 September 2023     |
| HV | Enoque Paulo Guilherme    | 30 tháng 12, 1984 | 7       | 1  | Interclube            | v. Lesotho, 12 July 2023       |
| HV | Mindinho                  | 18 tháng 11, 2004 | 3       | 0  | Petro de Luanda       | v. Lesotho, 12 July 2023       |
| HV | Simão Dianzenza           | 30 tháng 12, 1999 | 3       | 0  | Kabuscorp             | v. Lesotho, 12 July 2023       |
| HV | Ruben Aderito             | 1 tháng 1, 2000   | 2       | 0  | Unknown               | v. Lesotho, 12 July 2023       |
| HV | Tiago Fota                | 28 tháng 11, 2003 | 1       | 0  | Unknown               | v. Lesotho, 12 July 2023       |
| HV | José Amaldo               | 28 tháng 11, 2004 | 0       | 0  | Unknown               | v. Lesotho, 12 July 2023       |
| HV | Yobo Cambuta              | 14 tháng 4, 2005  | 0       | 0  | Petro de Luanda       | v. Lesotho, 12 July 2023       |
| HV | Lulas                     | 17 tháng 5, 1996  | 1       | 0  | Sagrada Esperança     | v. Trung Phi, 17 June 2023     |
| HV | Jordy Gaspar              | 23 tháng 4, 1997  | 0       | 0  | Grenoble              | v. Trung Phi, 17 June 2023     |
| HV | Pedro Agostinho           | 21 tháng 7, 2003  | 0       | 0  | Petro de Luanda       | v. Ghana, 27 March 2023        |
|    |                           |                   |         |    |                       |                                |
| TV | Herenilson                | 27 tháng 8, 1996  | 46      | 0  | Al Ahli               | 2023 AFCON PRE                 |
| TV | Mário Balbúrdia           | 19 tháng 8, 1997  | 13      | 0  | Mafra                 | 2023 AFCON PRE                 |
| TV | Além                      | 6 tháng 12, 1997  | 3       | 0  | Petro de Luanda       | 2023 AFCON PRE                 |
| TV | Domingos Andrade          | 7 tháng 5, 2003   | 2       | 0  | Felgueiras            | 2023 AFCON PRE                 |
| TV | Rui Modesto               | 7 tháng 9, 1999   | 2       | 0  | AIK                   | 2023 AFCON PRE                 |
| TV | Antonio Simao Maestro     | 4 tháng 8, 2003   | 2       | 0  | Benfica B             | 2023 AFCON PRE                 |
| TV | Megue                     | 2 tháng 12, 1996  | 8       | 2  | Petro de Luanda       | v. Iran, 12 September 2023     |
| TV | Jorge Arilson             | 23 tháng 5, 1999  | 1       | 0  | Petro de Luanda       | v. Iran, 12 September 2023     |
| TV | Cesar Cangue Jeremias     | 3 tháng 9, 2003   | 3       | 1  | Unknown               | v. Lesotho, 12 July 2023       |
| TV | Lisandro                  | 22 tháng 6, 2003  | 3       | 0  | Petro de Luanda       | v. Lesotho, 12 July 2023       |
| TV | Moisés Amor               | 28 tháng 2, 2003  | 3       | 1  | Unattached            | v. Lesotho, 12 July 2023       |
| TV | Muila                     | 25 tháng 4, 2000  | 3       | 0  | Ferroviário do Huambo | v. Lesotho, 12 July 2023       |
| TV | Antonio Nzinga Lopes      | 28 tháng 11, 2000 | 3       | 0  | Unattached            | v. Lesotho, 12 July 2023       |
| TV | Apado                     | 13 tháng 5, 2004  | 3       | 1  | Petro de Luanda       | v. Lesotho, 12 July 2023       |
| TV | Alexandre Domingos        | 14 tháng 2, 2004  | 2       | 0  | Petro de Luanda       | v. Lesotho, 12 July 2023       |
| TV | Pedro Emanuel Ganga       | 12 tháng 8, 2000  | 2       | 0  | Libolo                | v. Lesotho, 12 July 2023       |
| TV | Jeronimo Abrao            | 9 tháng 1, 2002   | 1       | 0  | Kabuscorp             | v. Lesotho, 12 July 2023       |
|    |                           |                   |         |    |                       |                                |
| TĐ | M'Bala Nzola              | 18 tháng 8, 1996  | 6       | 2  | Fiorentina            | 2023 AFCON DEC                 |
| TĐ | Vá                        | 24 tháng 4, 1998  | 33      | 2  | Djurgårdens           | 2023 AFCON PRE                 |
| TĐ | Geraldo                   | 23 tháng 11, 1991 | 30      | 2  | Ümraniyespor          | 2023 AFCON PRE                 |
| TĐ | Hélder Costa              | 12 tháng 1, 1994  | 11      | 1  | Leeds United          | 2023 AFCON PRE                 |
| TĐ | Lépua                     | 23 tháng 12, 1999 | 11      | 1  | Sagrada Esperança     | 2023 AFCON PRE                 |
| TĐ | Julinho                   | 17 tháng 5, 1999  | 9       | 1  | Al Akhdar             | 2023 AFCON PRE                 |
| TĐ | Fabio Abreu               | 29 tháng 1, 1993  | 8       | 1  | Beijing Guoan         | 2023 AFCON PRE                 |
| TĐ | Benarfa                   | 25 tháng 1, 2001  | 4       | 1  | 1° de Agosto          | 2023 AFCON PRE                 |
| TĐ | Lucas João                | 4 tháng 9, 1993   | 4       | 1  | Shanghai Port         | 2023 AFCON PRE                 |
| TĐ | João Batxi                | 1 tháng 5, 1998   | 3       | 0  | Krasnodar             | 2023 AFCON PRE                 |
| TĐ | Capita                    | 10 tháng 1, 2002  | 2       | 0  | Hapoel Jerusalem      | 2023 AFCON PRE                 |
| TĐ | Anderson Cruz             | 9 tháng 4, 1996   | 1       | 0  | Petro de Luanda       | 2023 AFCON PRE                 |
| TĐ | Ivan Cavaleiro            | 18 tháng 10, 1993 | 0       | 0  | Lille                 | 2023 AFCON PRE                 |
| TĐ | Emanuel Goncalves         | 3 tháng 9, 2000   | 3       | 1  | Unknown               | v. Lesotho, 12 July 2023       |
| TĐ | Valter Monteiro           | 8 tháng 11, 2005  | 1       | 0  | Sagrada Esperança     | v. Lesotho, 12 July 2023       |
| TĐ | Ary Papel                 | 3 tháng 3, 1994   | 50      | 8  | Al Akhdar             | v. Trung Phi, 17 June 2023PRE  |
| TĐ | Nélson da Luz             | 4 tháng 2, 1998   | 11      | 0  | Vitoria Guimarães     | v. Ghana, 27 March 2023        |